# Melanie Wegling
Melanie Wegling (nascida a 7 de janeiro de 1990) é uma política alemã do Partido Social-Democrata (SPD).

## Carreira política
Wegling tornou-se membro do Bundestag nas eleições federais alemãs de 2021, representando o círculo eleitoral de Groß-Gerau. No parlamento, tem servido no Comité de Finanças.